# 海宁郡
海宁郡，中国南北朝时设置的郡。
南朝陈永定二年（558年）析吴郡置，治所在盐官县（今浙江省海宁市西南盐官镇）。辖境相当今浙江省杭州湾余杭以东沿海地区及上海市金山区一带。寻废。 